# Frederic, Wisconsin
Frederic là một làng thuộc quận Polk, tiểu bang Wisconsin, Hoa Kỳ. Năm 2006, dân số của làng này là 1262 người.